# Anommatus kiesenwetteri
Anommatus kiesenwetteri is een keversoort uit de familie knotshoutkevers (Bothrideridae). De wetenschappelijke naam van de soort werd in 1881 gepubliceerd door Edmund Reitter.